# パストレンゴ
パストレンゴ（伊: Pastrengo）は、イタリア共和国ヴェネト州ヴェローナ県にある、人口約3,100人の基礎自治体（コムーネ）。
1848年、第一次イタリア独立戦争中のパストレンゴの戦い (Skirmish of Pastrengo (1848)) で知られる。

## 地理

### 位置・広がり

#### 隣接コムーネ
隣接するコムーネは以下の通り。
- バルドリーノ
- ブッソレンゴ
- カヴァイオーン・ヴェロネーゼ
- ラツィーゼ
- ペスカンティーナ
- サンタンブロージョ・ディ・ヴァルポリチェッラ

### 気候分類・地震分類
気候分類では、zona E, 2609 GGに分類される。
また、イタリアの地震リスク階級 (it) では、zona 2 (sismicità media) に分類される。